# Песчаный (остров, Якутия)
Песча́ный о́стров — небольшой остров в море Лаптевых. Территориально относится к Якутии. Расположен в 74 километрах от острова Большой Бегичев, в 62 километрах к северу от побережья материка.
Остров имеет форму атолла, вытянут с севера на юг, длина острова составляет примерно 12 километров, песчаная полоса земли разломана с восточной и юго-восточной стороны, в центре расположена большая мелкая лагуна. Остров бесплоден и необитаем.
Море, окружающее остров Песчаный, покрыто паковым льдом зимой. Климат отмечен суровой арктической погодой с частыми бурями и низкими температурами даже в короткий летний сезон, который длится только два месяца.
На острове располагается колония моржей.
Из дневника плавания яхты «Апостол Андрей» (1 августа 1999 года): «Через три дня после выхода из Тикси с благоприятными ветрами достигли острова Песчаный. Остров Песчаный похож на тихоокеанский атолл, только совсем облысевший. Кольцевой остров около пяти миль в поперечнике с лагуной в центре и тремя проливами, соединяющими лагуну с морем. Не хватает пальм и попугаев, но в избытке льда и моржей.».

## Топографические карты
- Лист карты S-49,50 Юрюнг-Хая.  Масштаб: 1 : 1 000 000. Издание 1987 г.